# Felipe Ernesto de Schleswig-Holstein-Sonderburg-Glücksburg
Felipe Ernesto de Schleswig-Holstein-Sonderburg-Glücksburg (nacido el 5 de mayo de 1673, y fallecido el 12 de noviembre de 1729) fue oficial de los servicios daneses. Entre 1698 y 1729 también fue duque de Schleswig -Holstein-Sonderburg-Glücksburg.

## Biografía
Felipe Ernesto fue el hijo mayor sobreviviente de Cristián de Schleswig-Holstein-Sonderburg-Glücksburg de su segundo matrimonio con Inés Eduviges de Schleswig-Holstein-Sonderburg-Plön (1640-1698) hija de Joaquin Ernesto I . Después de un Gran Tour se unió en 1692 como oficial en los servicios militares daneses. Fue una de las tropas danesas en la que luchó durante los años 1692 y 1695 bajo el mando inglés en Flandes.
En 1698 sucedió a su padre como duque en Glücksburg, pero permaneció en el servicio danés, a menudo se quedaba en la corte del rey Federico IV en Copenhague y también fue portador de la Orden del Elefante. En 1701 convirtió a su teniente de regimiento en uno de dragones en el servicio danés. Durante la guerra nórdica en 1710 volvió a dirigir una unidad proporcionada por Inglaterra en Flandes. [1] A pesar de las buenas condiciones el rey nunca recibió un funcionario investido con su ducado. En cambio, en 1721 tuvo que rendir homenaje al rey como un noble.
Se las arregló para aumentar su tierra comprando algunos bienes y aumentar sus ingresos pagando el trabajo de los campesinos en algunas fincas mediante pagos de arrendamiento. En general, sin embargo, retuvo la servidumbre.

## Familia
Felipe Ernesto se casó tres veces. 
Su primera esposa, Cristiana de Sajonia-Eisenberg (4 de marzo de 1679, y falleció el 24 de mayo de 1722) se casaron en 1699. Era la única hija de Cristián de  Sajonia-Eisenberg. De este matrimonio nacieron 7 hijos:
- Cristiana Ernestina (nacida el 7 de noviembre de 1699, fallecida el 27 de junio de 1742).

- Federico (nacido el 1 de abril de 1701, fallecido el 10 de noviembre de 1766), Duque de Schleswig-Holstein-Sonderburg-Glücksburg (1729-66).
- Christian Felipe (nacido el 20 de julio de 1702, fallecido el 17de febrero de 1703).
- Luisa Sofia Federica (nacida el 18 de febrero de 1709, fallecida el 16 de mayo de 1782),  Abadesa de Walloe.
- Carlota Amalia (nacida el 10 o 11 de septiembre de 1710, fallecida en 1777), monja en Herford (1728).
- Sofia Dorotea (nacida el 21 de octubre de 1714, fallecida el 11 de agosto de 1736).

Después de la muerte de Christine, se casó con Catalina Cristina Ahlefeld (1687-1726) en el mismo año. Ella era dama de camara en Copenhague y provenía de la nobleza de Schleswig-Holstein, por lo tanto, estaba en un rango inferior a él. Sin embargo, el rey la creó Princesa de Holstein, con la que se convirtió en igual a Felipe Ernesto. El único hijo de este matrimonio falleció en edad temprana y ella falleció luego de un parto fallido:
- Cristian Ernesto (nacido el 18 de agosto de 1724, fallecido el 19 de marzo de 1726).

- Mortinato (8 de mayo de 1726).

Después de enviudar por segunda vez, Philipp Ernst cerró un tercer matrimonio con Charlotte Amalie Marie (1697-1760), la hija de Friedrich Wilhelm de Schleswig-Holstein-Sonderburg-Augustenburg. Anteriormente había sido colegiada en Herford Abbey. Este matrimonio no tuvo hijos.